# Bachemer Bach
Der Bachemer Bach ist ein kleiner Bachabschnitt in Bachem westlich von Köln, der seine Bedeutung mit dem Braunkohleabbau in der Ville und der Industrialisierung eingebüßt hat.
Seine zwei Quellen lagen am Villehang beim Feldhof und er speiste die Burgweiher von Burg Bachem, Haus Bitz, Burg Hemmerich und zwei Mühlen, bevor er in den Frechener Bach mündete.